# Adam Končić
Adam Končić (Zabok, 28. veljače 1977.) je hrvatski filmski, televizijski i kazališni glumac, te pjevač i bivši član glazbenog kvarteta Gubec.

## Filmografija

### Televizijske uloge
- "Tito" (2010.)
- "Odmori se, zaslužio si" kao Zdeslav (2010.)
- "Zakon!" kao Nelson (2009.)
- "Ljubav u zaleđu" kao Krešimir "Krešo" Kovač (2005. – 2006.)

### Filmske uloge
- "Penelopa" kao prosac #10 (2009.)
- "Što je Iva snimila 21. listopada 2003." kao konobar (2005.)
- "Duga mračna noć" (2004.)
- "Duga ponoć" kao kapelan (2003.)
- "Četverored" kao Drugi Isljednik (1999.)
- "Kuća duhova" (1998.)

### Sinkronizacija
- "Jura bježi od kuće" kao Zig, Zag, lav i narančasti mačak (2007.)
- "Čarobni mač" kao Sir Ruber (1999.)

## Vanjske poveznice
- Adam Končić u internetskoj bazi filmova IMDb-u (engl.)
- Stranica na Komedija.hr  Arhivirana inačica izvorne stranice od 5. svibnja 2010. (Wayback Machine)